# Kusadak
Kusadak (serbocroata cirílico: Кусадак) es un pueblo de Serbia perteneciente al municipio de Smederevska Palanka en el distrito de Podunavlje del centro del país.
En 2011 tenía 4886 habitantes. Casi todos los habitantes son étnicamente serbios.
Se conoce la existencia del pueblo desde la primera mitad del siglo XVIII, pero en su origen se ubicaba un poco más al norte, en torno al lugar donde se ubica el monasterio de Pinosava. El asentamiento original fue abandonado por una epidemia y posteriormente comenzaron a construirse numerosas casas de campo en el lugar del actual pueblo. En documentos de 1818-1822, el actual Kusadak ya aparece como uno de los pueblos más grandes de la zona. Desde finales del siglo XIX se desarrolló como poblado ferroviario al abrirse la línea de ferrocarril de Belgrado a Niš.
Se ubica sobre la carretera 147, a medio camino entre Smederevska Palanka y Mladenovac.